# 圣母升天与圣若翰洗者教堂
圣母升天与圣若翰洗者教堂（捷克语：Kostel Nanebevzetí Panny Marie a svatého Jana Křtitele；德语：Maria-Himmelfahrt-Kirche）是位于捷克共和国库特纳霍拉的Sedlec区的一座教堂，如同一座主教座堂。1995年，这座教堂和诸圣礼拜堂和库特纳霍拉历史中心，成為世界遗产的一部分。

## 歷史
这座教堂与塞德莱茨熙笃会修道院一同建于13世纪末14世纪初，哥特式风格。胡斯战争后被摧毁。18世纪初由著名捷克建筑师揚·桑迪尼-艾希爾（Jan Santini Aichel）重建，为巴洛克风格，后来称为巴洛克哥特式建筑。上次大规模重建是在2001年，现在則對外向游客開放开放，如诸圣礼拜堂中著名的塞德莱茨藏骨堂。这座修道院属于菲利普莫里斯公司。